# Paul Van Himst
Paul Van Himst (Sint-Pieters-Leeuw, 2 oktober 1943) is een Belgisch oud-voetballer en -trainer. Hij wordt algemeen gezien als een van de grootste Belgische voetballers.
Van Himst speelde jaren als aanvaller voor RSC Anderlecht en de nationale ploeg van België. Hij bezat een uitstekende techniek en scoorde regelmatig. Om die reden werd hij soms vergeleken met generatiegenoot Pelé. Hij won vier keer de Gouden Schoen en werd in 1965 vierde in het referendum van de Europees voetballer van het jaar.
Als trainer won Van Himst in 1983 met RSC Anderlecht de UEFA Cupfinale en één landstitel. In 1984 verloor hij de UEFA Cupfinale. In 1994 loodste hij de Rode Duivels als bondscoach naar het WK in de Verenigde Staten.
In 2005 eindigde hij op nr. 89 in de Vlaamse versie van De Grootste Belg-verkiezing.

## Clubvoetbal

### Beginjaren
Paul Van Himst werd geboren in Sint-Pieters-Leeuw en groeide op in de wijk Negenmanneke, waar hij voor het eerst in contact kwam met het voetbal. In het Sint-Niklaasinstituut waar hij naar school ging, kreeg hij op een gegeven moment training van de Brit Bill Gormlie, toenmalig bondscoach van België.
Op 8-jarige leeftijd trok Van Himst samen met een neef naar het jeugdcomplex van RSC Anderlecht. Daar werd Van Himst opgemerkt door Constant Vanden Stock, de latere Anderlecht-voorzitter die toen verantwoordelijk was voor het jeugdcentrum. Vanden Stock liet de jonge Van Himst een aansluitingskaart ondertekenen, hoewel dit officieel pas mocht vanaf zijn tiende. Daarom werd de aansluitingskaart eerst nog twee jaar achtergehouden.
Van Himst zat bij Anderlecht steeds voor op zijn leeftijdsgenoten. Hij was nog maar 12 jaar oud toen hij al deel uitmaakte van de scholieren. Op zijn zestiende maakte hij de overstap naar het eerste elftal van Anderlecht.

### RSC Anderlecht

#### Debuut als 16-jarige
Gewezen bondscoach Bill Gormlie was tijdens het seizoen 1959/60 als trainer van Anderlecht ontslagen en vervangen door Arnold Deraeymaeker. Die laatste nam de 16-jarige Van Himst als eerste op in de A-kern. Hij mocht de geblesseerde Jacky Stockman vervangen tijdens een uitwedstrijd tegen Beringen FC. Van Himst kwam toen in een ploeg terecht met ervaren rotten als Jef Jurion, Martin Lippens en Pierre Hanon. Anderlecht won de wedstrijd met 1-5.
Nadien nam de Fransman Pierre Sinibaldi de taken van Deraeymaeker over. Sinibaldi introduceerde het systeem van de 4-2-4, de opstelling waarmee het Brazilië van Pelé in 1958 wereldkampioen was geworden. In dat spelsysteem werd Van Himst een van de belangrijkste pionnen op het veld. Met zijn uitstekende techniek en neus voor doelpunten werd hij reeds als tiener een uitblinker bij Anderlecht.

#### Gouden Schoen
In het begin van 1961 werd Van Himst beloond voor zijn uitstekende prestaties bij paars-wit. De toen nog geen 18-jarige aanvaller kreeg zijn eerste Gouden Schoen. Hij werd de jongste winnaar ooit en de tweede speler van Anderlecht, na Jurion, die de trofee in ontvangst mocht nemen. Het was het begin van een periode waarin hij de beste Belgische voetballer werd. Hij scoorde vaak, maar zorgde ook regelmatig voor belangrijke assists. Bovendien werd hij ook een leider op het veld. In de loop der jaren nam hij de aanvoerdersband van Jurion over. Een jaar na zijn eerste Gouden Schoen volgde hij zichzelf op als laureaat.

#### Europees debuut
In de Belgische competitie stond er begin jaren 60 geen maat op Van Himst en Anderlecht, dat toen ook de Nederlandse aanvaller Jan Mulder had aangetrokken. De club won vijf landstitels op rij en Van Himst kreeg zijn derde Gouden Schoen.
Het was ook de periode waarin Anderlecht voor het eerst sinds enkele jaren nog eens mocht aantreden in de Europacup I. In 1962 maakte Van Himst zijn Europese debuut in een uitwedstrijd tegen het Real Madrid van Ferenc Puskás en Alfredo Di Stefano. Van Himst opende de score in een wedstrijd die uiteindelijk eindigde op 3-3. De aanvaller van Anderlecht, die in die dagen ook zijn legerdienst volbracht en werkzaam was in het brandstoffenbedrijf van Anderlecht-voorzitter Albert Roosens, kreeg na zijn Europese prestaties een aanbod van het Italiaanse Modena. De club probeerde hem te overtuigen door ook zijn jongere broer André een bod te doen.
Maar Van Himst bleef in Anderlecht en werd in 1964, 1966 en 1968 telkens topschutter in de competitie. Bovendien haalde hij in 1970 met paars-wit de finale van de Jaarbeursstedenbeker. Nadat de club Internazionale had uitgeschakeld in de halve finale, moesten de spelers het in de finale opnemen tegen Arsenal FC. Anderlecht won thuis met 3-1, maar ging in Londen met 3-0 onderuit. De verloren finale was een sportieve teleurstelling en betekende het einde van het tijdperk Sinibaldi.

#### Concurrentie met Standard
Begin jaren 70 nam Standard Luik de fakkel van beste club over van Anderlecht. De club werd drie keer op rij kampioen, terwijl Anderlecht toen nooit verder geraakte dan de derde plaats. Bovendien evenaarde Standard-middenvelder Wilfried Van Moer in die periode ook Van Himsts record van drie Gouden Schoenen. Van Himst kende een moeilijke periode en werd zowel binnen de club als door het publiek vaker op de korrel genomen. Zo kreeg hij de bijnaam Polle Gazon omdat hij zich soms te graag liet vallen en een boete van 100.000 BEF (zo'n €2.500) voor het negeren van tactische richtlijnen.

#### Nieuwe generatie
Alle namen die in de jaren 50 en 60 mee aan het succes van de club hadden gewerkt, waren bijna verdwenen. Na de verloren finale van de Jaarbeursstedenbeker waren de meeste spelers gestopt of vertrokken. Van Himst was een van de weinige die nog overbleef. Maar in een nieuw team dat een beroep deed op jonge spelers als Hugo Broos, Ludo Coeck, Gilbert Van Binst en François Van der Elst was hij met al zijn ervaring wel nog steeds belangrijk. Van Himst bleef ondanks de generatiewisseling die had plaatsgevonden de leider op het veld. Toen de club in 1974 de titel veroverde, kreeg Van Himst enkele maanden later zijn vierde Gouden Schoen. Tot op heden is hij nog steeds de absolute recordhouder wat betreft Gouden Schoenen.

### RWDM

#### Naar de stadsrivaal
In 1975 ruilde de toen 31-jarige Van Himst Anderlecht in voor stadsrivaal en regerend landskampioen RWDM, ondanks interesse van onder meer Standard en Antwerp FC. Het was Michel Verschueren, toen manager van RWDM, die hem naar het Edmond Machtensstadion haalde. Van Himst voelde zich niet meer in zijn sas bij Anderlecht en vond onderdak bij de buren van RWDM, waar hij aanvankelijk zijn draai niet vond. Johan Boskamp, toen de natuurlijke aanvoerder op en naast het veld, sprak naar verluidt de eerste zes maanden niet met Van Himst.
Op 10 november 1974 kwam RWDM op bezoek bij Anderlecht. De derby eindigde op 1-1, maar Van Himst werd na afloop wel betrapt op het gebruik van doping. Van Himst beweerde dat hij niets had genomen, maar moest toch voor de rechtbank verschijnen. Wegens een gebrek aan bewijzen werd hij vrijgesproken.

### Eendracht Aalst
Na één turbulent seizoen bij RWDM vertrok Van Himst in 1976 naar derdeklasser Eendracht Aalst, met wie hij in 1977 kampioen werd, maar waar hij nooit meer zijn topniveau haalde. Net als bij RWDM een jaar eerder had de aanvaller steeds vaker last van blessures. Daarom besloot hij na het behalen van de titel om te stoppen met voetballen.

## International
Paul Van Himst kon na zijn debuut bij Anderlecht ook al snel op een plaats bij de nationale ploeg van België rekenen. Voor de interland tegen Nederland van 2 oktober 1960 maakte hij deel uit van de selectie, maar zijn grote debuut kwam er pas twee weken later, op 19 oktober in een wedstrijd tegen Zweden. Het was toenmalig selectieheer Constant Vanden Stock die hem voor het eerst bij de nationale ploeg haalde.

### WK 1970
Het eerste grote toernooi dat Van Himst met België haalde, was het WK 1970 in Mexico. Bondscoach Raymond Goethals ging toen met België in de eerste ronde de boot in, maar het was Van Himst die achteraf de schuld kreeg van het slechte WK. Zo zouden er door hem problemen geweest zijn tussen de sponsors Adidas en Puma en zou hij ervoor gezorgd hebben dat Club Brugge-spits Raoul Lambert nooit goed werd aangespeeld.
Van Himst weigerde door dit alles om nog voor de nationale ploeg te spelen. Uiteindelijk bleef hij slechts een paar interlands aan de kant alvorens terug te keren naar de nationale ploeg. Ook de ruzie met Goethals, die door het WK was ontstaan, werd achteraf bijgelegd.

### EK 1972
Twee jaar na het WK nam België als gastland deel aan het EK. België verloor nipt van West-Duitsland, waarna het in de troostfinale met 1-2 won van Hongarije. Het was het laatste, grote landentoernooi waar Van Himst aan deelnam.

## Escape to Victory
Na zijn spelersloopbaan zei Paul Van Himst het voetbal vaarwel. Zo had hij de tijd om in 1980 deel te nemen aan de opnames van de oorlogsfilm Escape to Victory (1981), waarin hij aan de zijde te zien is van onder meer de voetballers Pelé, Bobby Moore en Co Prins, en de filmsterren Sylvester Stallone, Max von Sydow en Michael Caine. De film werd geregisseerd door John Huston en volgt enkele gevangengenomen soldaten die het in een voetbalwedstrijd opnemen tegen een team van de nazi's.
Van Himst speelt in de film Michel Fileu, een personage dat amper aan bod komt. Ondanks een hele carrière als aanvaller, speelt Van Himst in de film een rechtsachter.

## Loopbaan als trainer

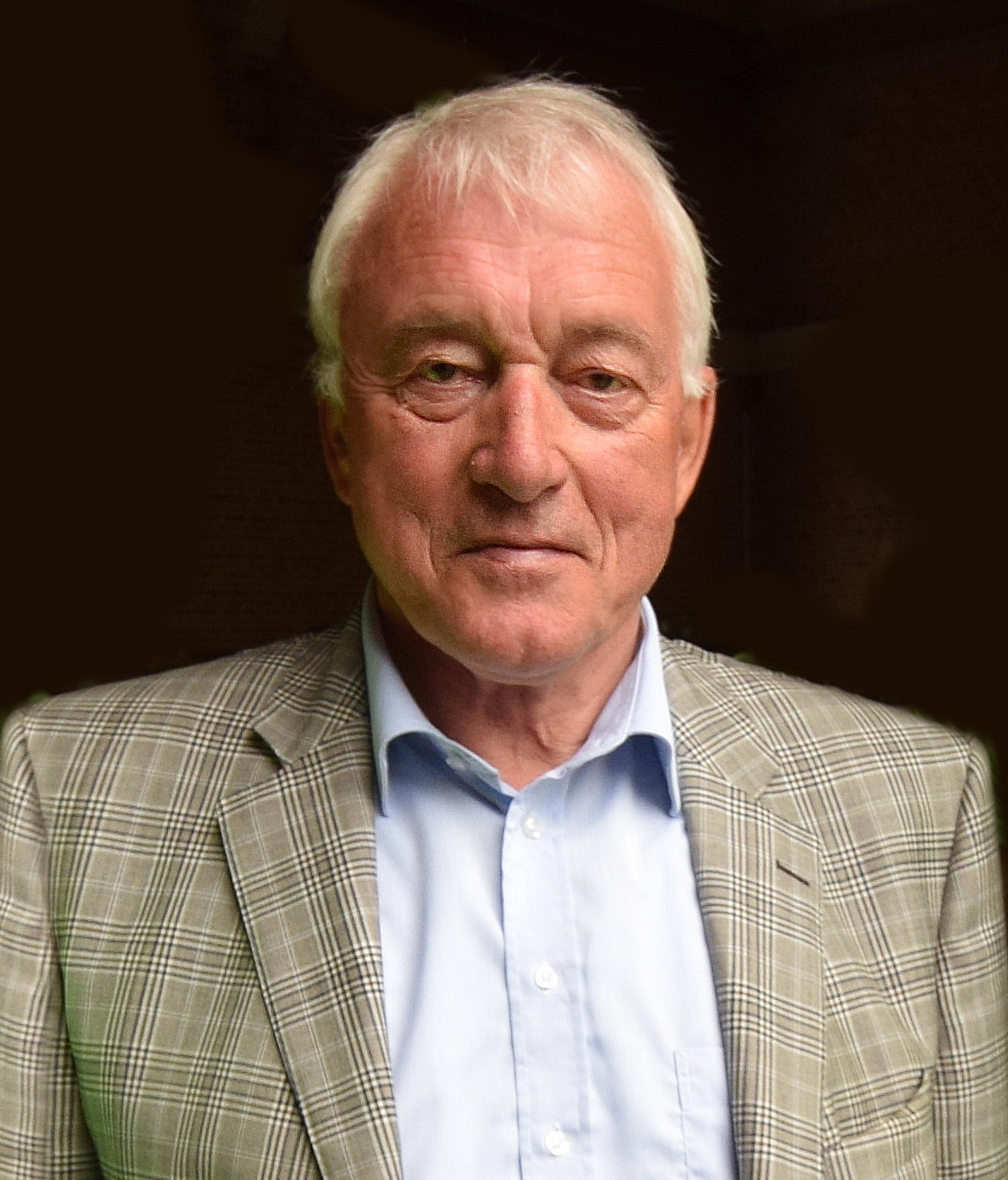
tijdens een benefiet ten voordele van het KID fonds in Vilvoorde

### RSC Anderlecht

#### Jeugdtrainer
Na zijn laatste seizoen bij Eendracht Aalst ging Paul Van Himst aan de slag bij het koffiebedrijf Brésor, waar toen Georges Denil, een bestuurslid van Anderlecht, de baas was. Denil bracht Van Himst opnieuw in contact met Constant Vanden Stock, met wie Van Himst had gebroken sinds zijn vertrek naar RWDM. Er volgde een verzoening tussen de twee en Van Himst keerde in 1982 terug naar Anderlecht, ditmaal als jeugdtrainer. Hij begon bij de junioren maar stapte al snel over naar het beloftenelftal van Anderlecht.

#### UEFA Cup finales
Tijdens het seizoen 1982/83 zette Anderlecht trainer Tomislav Ivić aan de deur. Ivić, die in 1981 met paars-wit de titel had gewonnen, werd op 25 september 1982 ontslagen en opgevolgd door Van Himst. Hij kreeg de opdracht Anderlecht naar de titel te loodsen, maar daar slaagde Van Himst niet in. Hij werd uiteindelijk vicekampioen achter Standard.
Maar in Europa zorgde de gewezen aanvaller wel voor succes. Met spelers als Juan Lozano, Morten Olsen, Erwin Vandenbergh en Franky Vercauteren schakelde Anderlecht dat seizoen in de UEFA Cup ploegen als Valencia CF en FC Porto uit. Paars-wit bereikte zelfs de finale, waarin de club het moest opnemen tegen het Portugese SL Benfica. Anderlecht won op de Heyzel met 1-0 en dwong twee weken later in Lissabon een gelijkspel af. Zo won Van Himst een Europese trofee, het enige wat nog op zijn palmares ontbrak. Dat jaar werd hij in eigen land ook uitgeroepen tot Trainer van het Jaar.

#### Titel en ontslag
Van Himst liet een jaar na het veroveren van de UEFA Cup de 17-jarige Enzo Scifo debuteren in het eerste elftal. Net als Van Himst destijds groeide Scifo in geen tijd uit tot een van de sterren van het elftal. Anderlecht werd in de competitie opnieuw vicekampioen en greep in 1984 net naast een tweede UEFA Cup. Anderlecht verloor in de finale van Tottenham Hotspur, nadat het in de halve finale Nottingham Forest had uitgeschakeld.
Scifo won begin 1985 de Gouden Schoen en trad zo in de voetsporen van zijn coach. Later loodste Van Himst de club voor het eerst als trainer naar de titel. Anderlecht werd kampioen voor concurrent Club Brugge. Tijdens het seizoen 1985/86 leek Van Himst goed op weg om die titel met een jaar te verlengen, maar op 31 december 1985 kreeg hij van manager Michel Verschueren te horen dat hij mocht vertrekken. Arie Haan volgde hem op.

### RWDM
In 1987 ging Van Himst aan de slag bij zijn ex-club RWDM. Van Himst werd er technisch directeur, terwijl Erwin Vandendaele trainer werd van het eerste elftal. De club eindigde toen onderaan in de middenmoot. Vandendaele tekende voor AA Gent en Hugo Broos, met wie Van Himst nog als speler en als trainer had samengewerkt bij Anderlecht, werd zijn opvolger.
Maar ook het duo Van Himst-Broos kon niet voor beterschap zorgen. RWDM werd uiteindelijk voorlaatste in de competitie en degradeerde naar Tweede Klasse. Van Himst stapte op als technisch directeur, terwijl Broos als trainer aanbleef.

### Nationale ploeg
Van Himst bleef vervolgens opnieuw een tijd weg uit het voetbalmilieu. In 1990 trad hij in de voetsporen van Georges Denil bij het koffiebedrijf Brésor. Een jaar later werd ook door de Koninklijke Belgische Voetbalbond (KBVB) benaderd. De voetbalbond zag in Van Himst de geschikte opvolger van de 69-jarige bondscoach Guy Thys.
Op 14 mei 1991 werd Van Himst bondscoach van België. Het EK 1992 kon toen al niet meer gehaald worden, waardoor Van Himst zich volledig toelegde op de kwalificatiewedstrijden voor het WK 1994 in de Verenigde Staten. Met een team bestaande uit spelers als Marc Degryse, Michel Preud'homme, Enzo Scifo, Josip Weber en Philippe Albert haalde België uiteindelijk het WK.
Op het bloedhete WK wonnen de Rode Duivels hun eerste en tweede wedstrijd telkens met 1-0. Nadien verloor België met dezelfde score van Saoedi-Arabië, waardoor het uiteindelijk derde werd in Groep F. In de 1/8-finale moesten de Rode Duivels het opnemen tegen Duitsland. In een spannende wedstrijd werd het 3-2 voor de Duitsers.
Het volgende doel, de kwalificatie voor het EK 1996, werd niet bereikt, waardoor de KBVB Van Himst aan de kant schoof. Hij werd opgevolgd door zijn assistent Wilfried Van Moer.
Van Himst concentreerde zich nadien terug op zijn koffiebedrijf, waar hij later werd opgevolgd door zijn zoon Frank Van Himst.

## Privéleven
Zijn kleinzoon Amando Lapage is ook profvoetballer.

## Palmares

### Als speler
| Nationaal                             |    |                                                |
| Belgisch kampioen                     | 8x | 1962, 1964, 1965, 1966, 1967, 1968, 1972, 1974 |
| Beker van België                      | 4x | 1965, 1972, 1973, 1975                         |
| Individueel                           |    |                                                |
| Gouden Schoen                         | 4x | 1960, 1961, 1965, 1974                         |
| Man van het Seizoen                   | 1x | 1971                                           |
| Topschutter                           | 3x | 1964, 1966, 1968                               |
| Nationale Trofee voor Sportverdienste | 1x | 1974                                           |
| Gouden Schoen van de Eeuw             | 1x | 1995                                           |

### Als trainer
| Nationaal         |    |      |
| Belgisch kampioen | 1x | 1985 |
| Supercup          | 1x | 1985 |
| UEFA Cup          | 1x | 1983 |

## In populaire cultuur
- Paul Van Himst als acteur in 1981. Hij speelde de blanke Pelé naast de echte Pelé in de Amerikaanse film Escape to Victory. De historische oorlogsprent is gebaseerd op een waargebeurd verhaal waarbij gevangengenomen geallieerden het opnemen tegen het Duitse nationale elftal. Ook onder meer Bobby Moore, Osvaldo Ardiles spelen mee.
- Ook in de Vlaamse film Max van Jacques Vermeire uit 1994 speelt Van Himst zichzelf.